# ماك برينان
ماك برينان (بالإنجليزية: Mac Brennan)‏ هو دراج أمريكي، ولد في 15 يوليو 1990 في إيست جوردان في الولايات المتحدة.

## وصلات خارجية
- ماك برينان على موقع الاتحاد الدولي للدراجات (الإنجليزية)
- ماك برينان على موقع أرشيف الدراجات (الإنجليزية)
- ماك برينان على موقع إحصائيات الدراجات الإحترافية (الإنجليزية)